# Bell X-14
De Bell X-14 (ook wel Bell Type 68) was een experimenteel VTOL-vliegtuig, gebruikt in de Verenigde Staten in de jaren 50 van de twintigste eeuw. Het doel van het project was om een toestel te bouwen dat verticaal kon opstijgen, horizontaal kon vliegen en weer verticaal landen.

## Ontwikkeling
Het vliegtuig werd gebouwd in de Bell-fabriek, geheel van aluminium en, als enige X-vliegtuig, met open cockpit. De X-14 was uitgerust met twee Armstrong Siddeley Viper turbojet-motoren met stuwstraalpijpen ter hoogte van het massamiddelpunt van het toestel.
De motoren zelf waren vast; het opstijgen en landen gebeurde door de straalpijpen met kleppen te richten van verticaal naar horizontaal en terug voor respectievelijk opstijgen, horizontaal vliegen en landen. De topsnelheid was 290 km/u, het dienstplafond 6.100 m. De X-14 werd gebouwd van bestaande onderdelen van twee Beech-toestellen: vleugels, rolroeren en landingsgestel van een Beech Bonanza en het staartgedeelte van een Beech T-34.

## Gebruik
De X-14 vloog voor het eerst op 19 februari 1957: verticaal opstijgen, blijven zweven en weer verticaal landen. De eerste overgang van zweven naar horizontale vlucht was op 24 mei 1958. In 1959 werden de Viper-motoren vervangen door General Electric J85-motoren. In dat werd de X-14 als X-14A overgedragen aan het NASA Ames Research Center. Het bleef als testvliegtuig bij NASA in dienst tot 1981.
Het X-14-project leverde veel gegevens over de VTOL-eigenschappen van vliegtuigen, maar ook voor maanlandingen: het vluchtcontrolesysteem van de X-14 was soortgelijk aan dat van de maanlander. Neil Armstrong, de eerste man op de maan, heeft de X-14 gevlogen om de maanlanding te oefenen.
In 1971 werd de X-14A uitgerust met nieuwere motoren, General Electric J85-GE-19, en werd omgedoopt tot X-14B; ook werden een boordcomputer en een digitaal fly-by-wire-systeem aangelegd ook om meer landingskarakteristieken van dergelijke toestellen na te bootsen.
Er hebben meer dan 25 piloten met de X-14 gevlogen zonder noemenswaardige ongelukken tot een ongeluk op 29 mei 1981 waarbij de X-14B dermate beschadigd raakte dat reparatie niet meer aan de orde was. Er waren plannen voor een X-14C, op dat moment, met een gesloten cockpit en een X-14T, een trainingstoestel. Deze plannen werden gestaakt.

## Serienummers
Hoewel het maar om één toestel ging, kreeg het naargelang het omgebouwd werd steeds een ander nummer:
- X-14 – USAF 56-4022
- X-14A – NASA 234 (N234NA).
- X-14B – NASA 704 (N704NA).

## “Overlever”
De X-14 werd gered van de schroothoop in 1999 en wordt op dit moment gerenoveerd voor een particuliere collectie in West-Indiana. De collectie is te zien in het Ropkey Armor Museum.